# Impasse du Renard

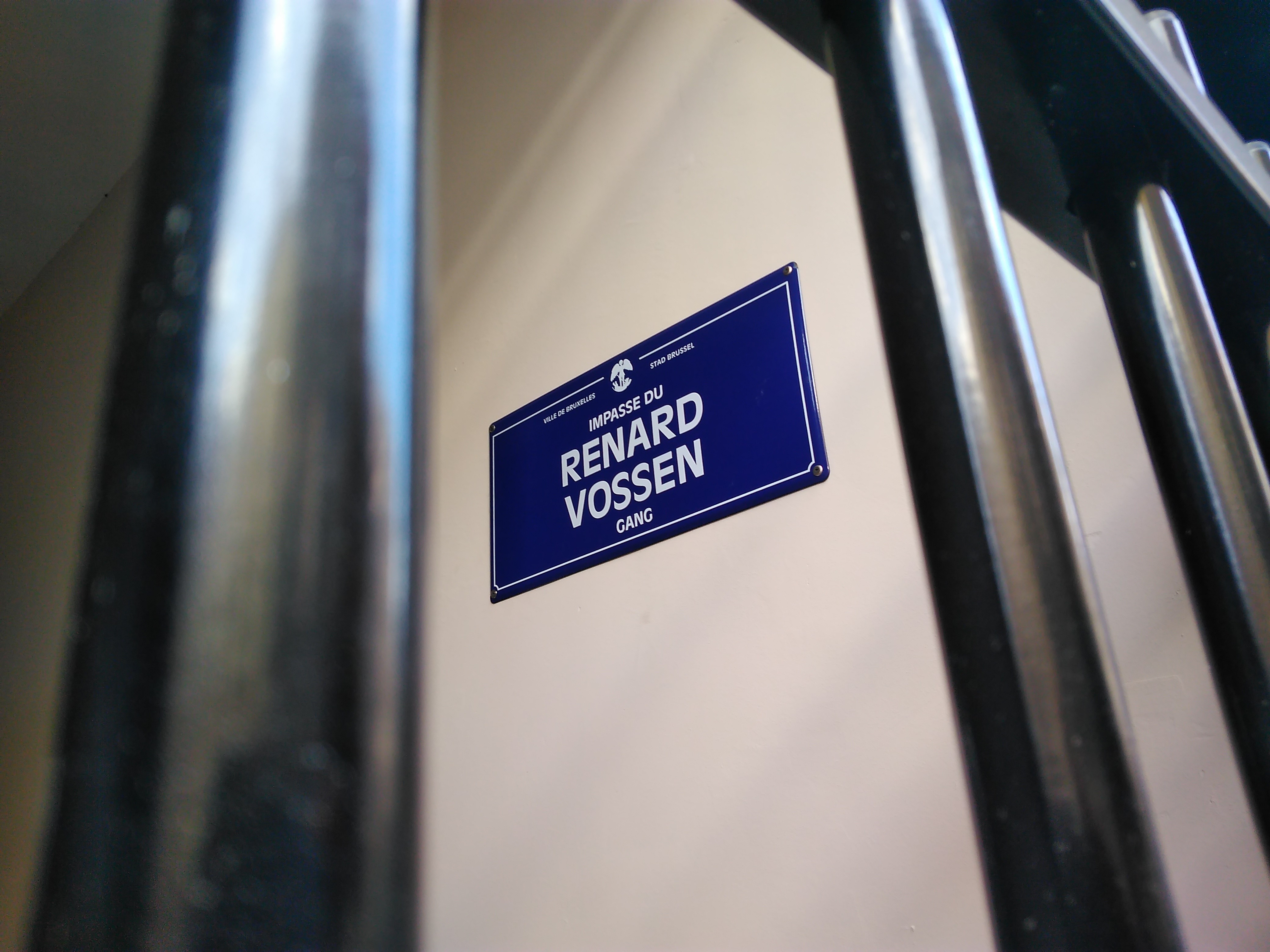
Plaque de l'Impasse du Renard.

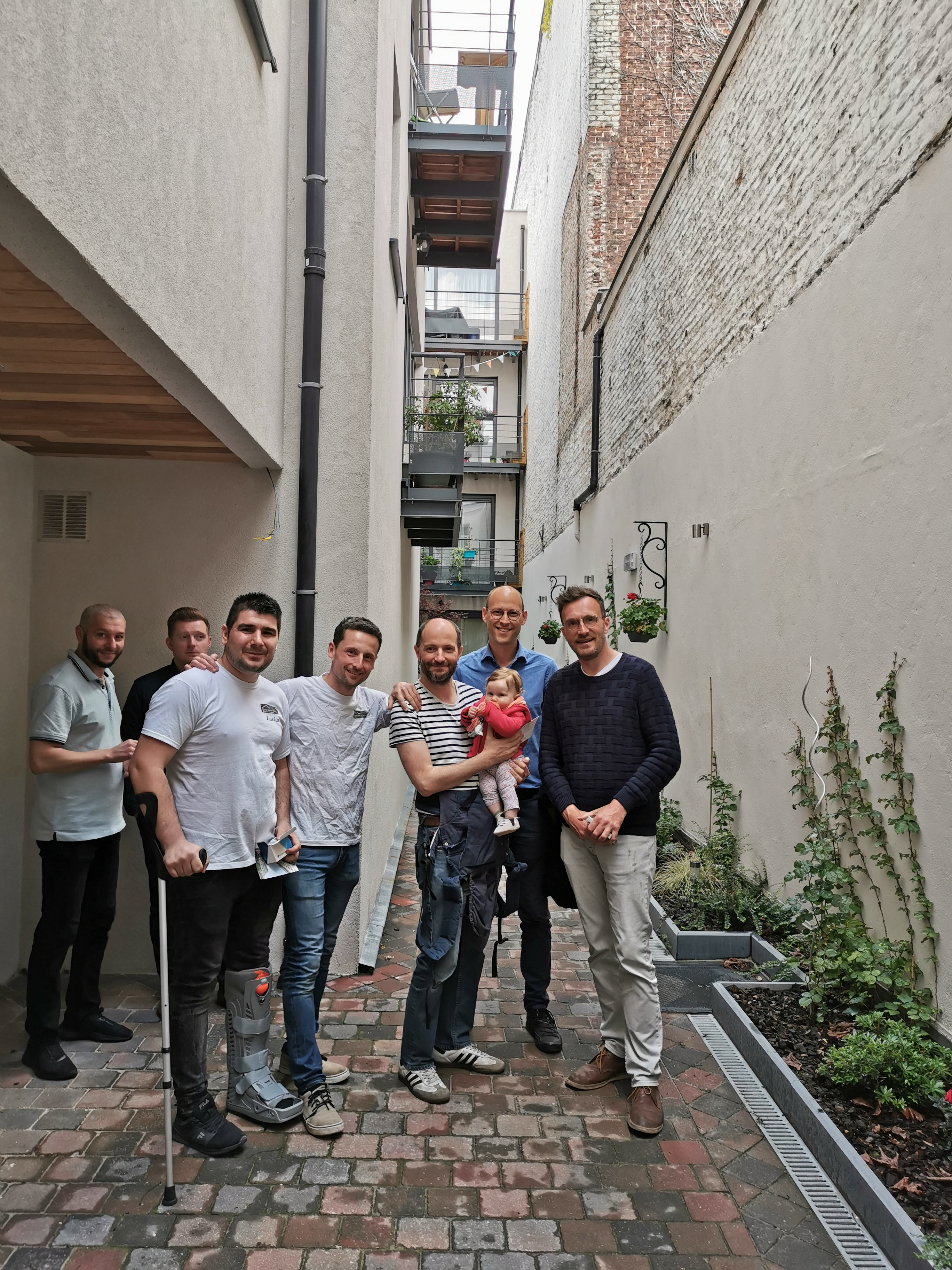
Photo prise lors des festivités données à l'occasion de la réintégration dans le domaine public de l'ancienne impasse du Renard en présence du Secrétaire d'État bruxellois à l'Aménagement du territoire, Pascal Smet. Cette inauguration mis fin à la désaffectation tacite du réseau viaire de la Ville de Bruxelles dont cette voie faisait l'objet depuis 29 ans.

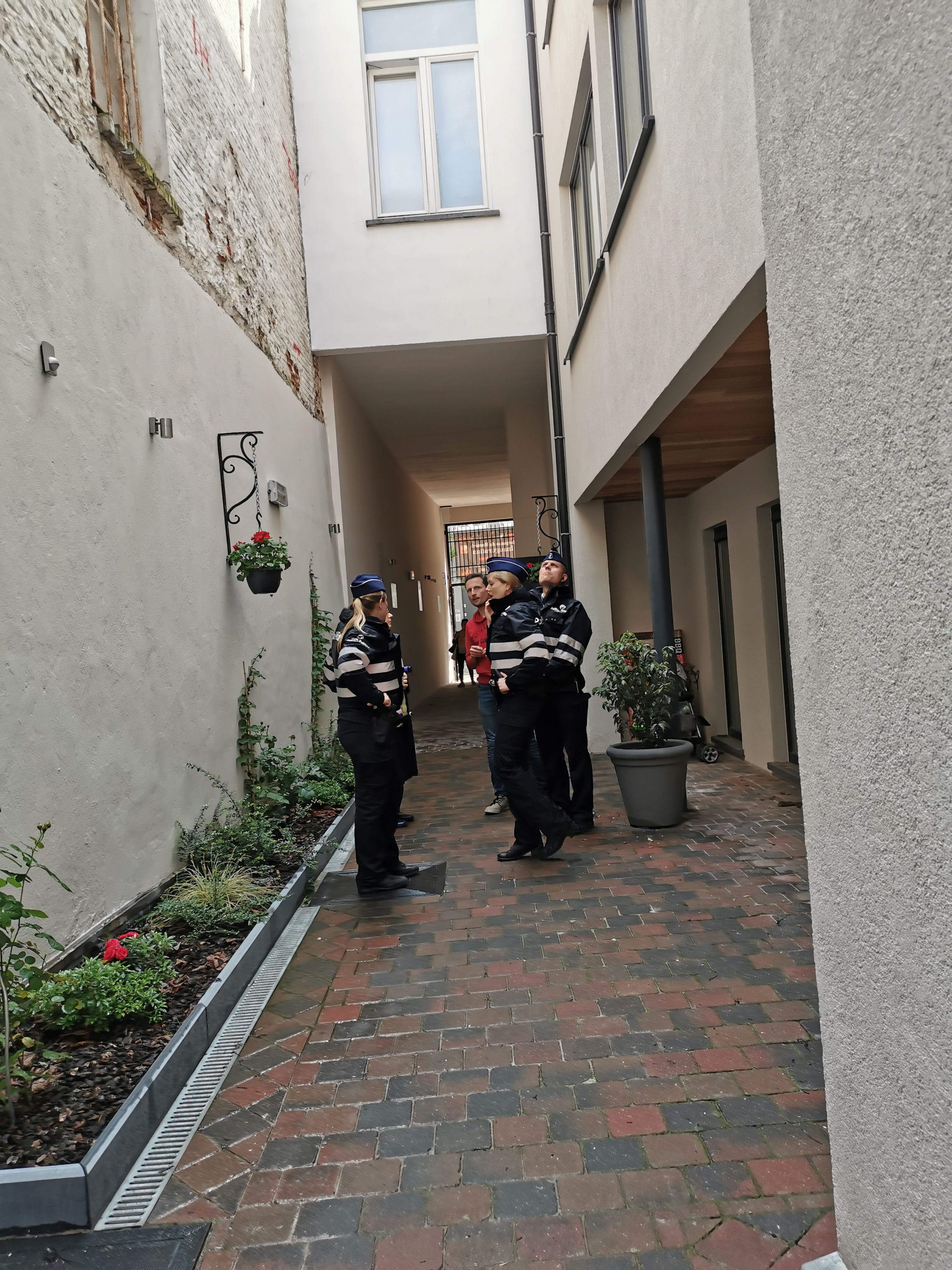
Inspection de l'absence d’installation à tout lieu élevé des bâtiments ou contre les façades des maisons, d’objets pouvant nuire par leur chute, même s’ils ne font pas saillie sur la voie publique.

L'impasse du Renard (en néerlandais : Vossengang) est une impasse de Bruxelles.
Comme l'Impasse de la Pie située au 137, elle donne dans la rue de Flandre et est située au numéro 125.

## Historique
Cette impasse a été construite au début du XVIIIe siècle, lors d'un agrandissement des immeubles avoisinants. Elle doit son nom actuel à la naissance présumée d'un renard au sein de l'impasse lors de sa création.
La grille donnant accès à l'impasse est intégrée à un grand bâtiment de style néo-classique qui occupe les numéros 125 et 127 de la rue de Flandre.

## Description

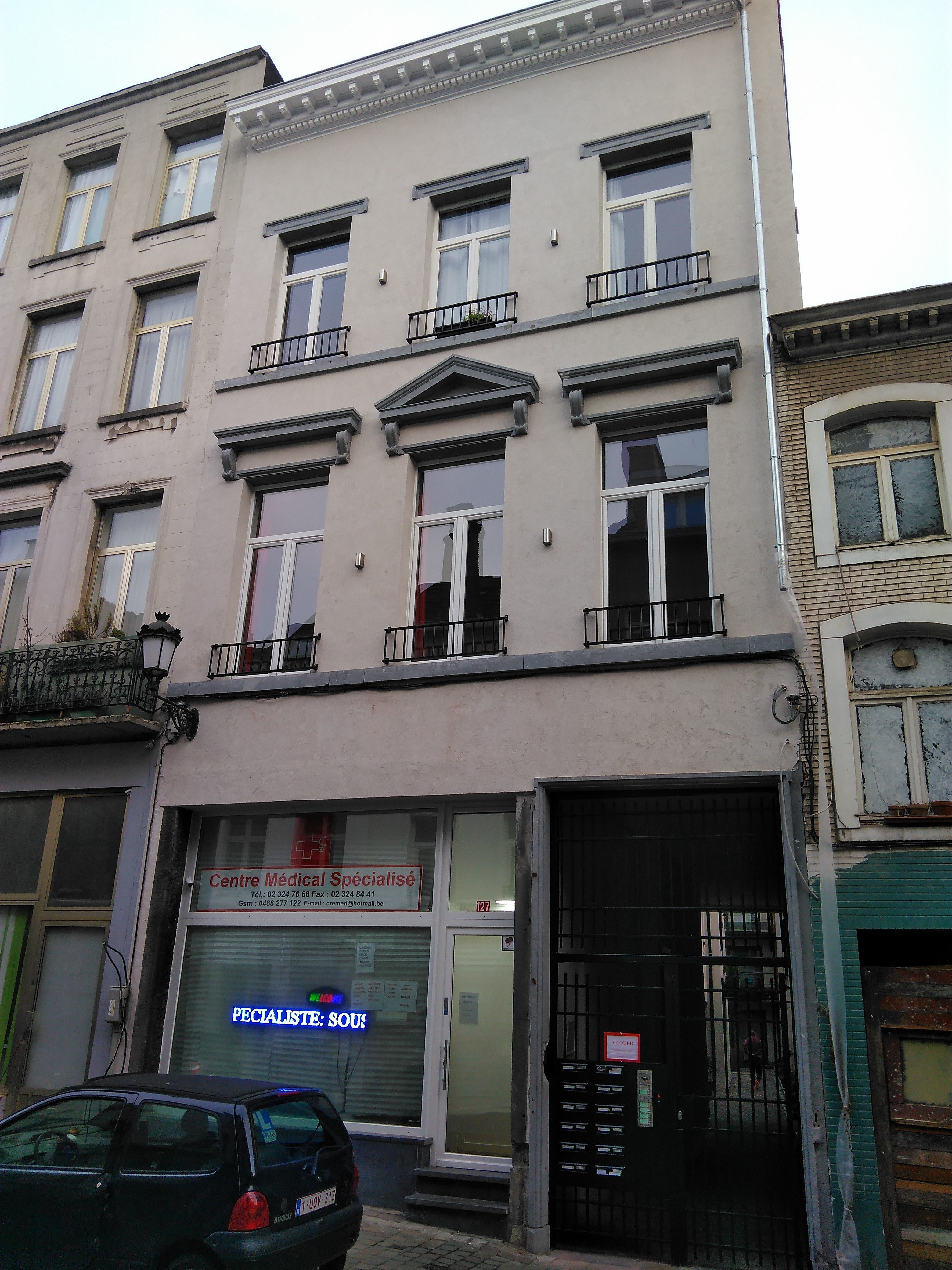
Vue générale de l'immeuble à rue duquel s'ouvre l'impasse du Renard.

L'impasse du Renard s'ouvre du côté droit du bâtiment. La voie est recouverte sur les onze premiers mètres par les étages de l'immeuble à front de rue. Depuis la mise en œuvre du contrat de quartier "Marché aux Porcs" (rénovation en 2018) une grille d'entrée, constituée d'une structure métallique entourée de pierres bleues, marque la limite avec la rue de Flandre. Aux étages, séparés par des bandeaux, six fenêtres décorées de motifs néo-classiques ainsi qu'un fronton surbaissé, le tout en pierre bleue.  
À l'intérieur de l'impasse piétonne (les cyclistes y sont toutefois autorisés à la vitesse maximale de 6 km/h), les maçonneries d'époque sont en briques de terre cuite dont le  soubassement a été badigeonné à la chaux. Des plantations diverses disposées de manière éparse, dont des plantes grimpantes suspendues à des consoles en fer forgé ornent le mur mitoyen droit.  
Les bâtiments du fond abritent des logements et bureaux construits en 2016-2018, autour d'une cour centrale desservant les différentes unités au moyen de coursives extérieures.